# عبد الباري (أستاذ)
كان عبد الباري( الأردية : بروفيسر عبد الباری، الهندية : बारी अब्दुल बारी ؛ 1892-1947)هنديًا أكاديميًا و  مصلحاً اجتماعيًا . سعى لتحقيق التجديد الاجتماعي في المجتمع الهندي بواسطة وعي الناس عن طريق التعليم. كان لديه رؤية للهند خالية من العبودية واللامساواة الاجتماعية والتنافر المجتمعية. شارك في حركة الحرية وفي النهاية ضحى بحياته لأجل القضية.

## سيرة شخصية
كان أول اتفاق تاريخي له مع تيسكو في سنة 1937 (الآن تاتا ستيل ) الإدارة .
في الذكريات الأولى لموت عبد الباري، اشار راجندرا براساد تبرعه في الأمة من خلال رسالة مؤرخة 22 مارس 1948 نشرت في مزدور أفاز .

## الأماكن والمعاهد التي سميت باسمه
- - كلية عبد الباري التذكارية، جولموري، جامشيدبور
  - مجلس مدينة عبد الباري، جيهان آباد
  - باري ميدان ساكشي، جامشيدبور
  - باري بارك، رانشي
  - البروفيسور مركز عبد الباري التقني، باتنا
  - البروفيسور عبد الباري المسار، باتنا
  - البروفيسور مدرسة عبد الباري التذكارية الثانوية، منجم حديد نواموندي، سينغبوم (غرب) ، جهارخاند
  - باري ميدان، بورنبور، أسانسول
  - البروفيسور جسر عبد الباري للسكك الحديدية، كويلوار
  - باري منزل (الاتحاد الدولي لأعمال الحديد والصلب) ، كولتي